# Bảo tàng Huyện ở Nysa
Bảo tàng Huyện ở Nysa (tiếng Ba Lan: Muzeum Powiatowe w Nysie) là một bảo tàng nằm bên trong tòa nhà Cung điện Giám mục Nysa, tọa lạc tại số 11 Phố Biskupa Jarosława, Nysa, Ba Lan.

## Lược sử hình thành
Bảo tàng đầu tiên ở Nysa là Bảo tàng Nghệ thuật và Cổ vật được thành lập vào năm 1897 theo sáng kiến của Hiệp hội Nghệ thuật và Cổ vật ở Nysa (Kunst- und Altertumsverein in Neisse). Bảo tàng này do các giám mục của Wrocław chăm sóc, và tòa nhà nơi trước đây là trụ sở của quân đồn trú Nysa được giao làm trụ sở chính của Bảo tàng. Bộ sưu tập của Bảo tàng trước chiến tranh bao gồm khoảng 33.000 hiện vật.
Trong Chiến tranh thế giới thứ hai, những khó khăn về tài chính và tổ chức của Hiệp hội Nghệ thuật và Cổ vật ở Nysa đã dẫn đến việc chuyển giao Bảo tàng cho thành phố. Trước cuộc tấn công của Liên Xô đang đến gần, một số hiện vật của Bảo tàng được đưa đến Domaszów gần Jesenik (Cộng hòa Séc) và đến Przełęk để bảo quản. Các hiện vật còn lại đã bị phá hủy trong một trận hỏa hoạn xảy ra vào tháng 3 năm 1945.
Sau chiến tranh, Bảo tàng được tổ chức lại với việc đưa các bộ sưu tập từ Tiệp Khắc về và bổ sung thêm các di vật từ các nhà thờ ở Nysa. Triển lãm đầu tiên được tổ chức vào năm 1947, và trụ sở mới của Bảo tàng là tòa nhà nơi trước đây là một bệnh xá phẫu thuật tại số 1 Phố Marcinkowskiego. Năm 1984, Bảo tàng chuyển đến trụ sở hiện nay.

## Giờ mở cửa
Bảo tàng Huyện ở Nysa hoạt động quanh năm, mở cửa tất cả các ngày trong tuần trừ thứ Hai. Khách tham quan phải trả phí vào cửa, riêng thứ Tư được vào cửa miễn phí.